# Penisola sudoccidentale
La penisola sudoccidentale (in inglese South West Peninsula), o penisola di Cornovaglia, è un'ampia penisola che copre l'estremità sudoccidentale dell'isola di Gran Bretagna. È delimitata a sud dal Canale della Manica, a ovest dal Mare Celtico e a nord dal Canale di Bristol. È la più ampia penisola della Gran Bretagna.
Amministrativamente è composta dalle contee di Cornovaglia, Devon, e, a seconda delle definizioni, tutte o parte delle contee di Somerset e Dorset. I centri abitati principali sono Plymouth, Exeter, Torbay e, alla sua estremità nordorientale, Bristol.

## Geografia
La penisola è nel suo complesso pianeggiante, con le eccezioni delle aree collinari di Exmoor, Dartmoor e Bodmin Moor. Il suo limite occidentale è la penisola di Penwith con il capo Land's End, mentre quello meridionale è dato dalla Penisola di Lizard. A est, pur non essendoci un confine preciso, si considera in genere l'istmo tra la Baia di Lyme e la foce del fiume Parrett.

## Storia
Abitata da genti celtiche, la penisola fu sede del regno brittonico di Dumnonia, ma fu progressivamente anglicizzata, soprattutto ad opera del regno del Wessex. L'eredità celtica sopravvive oggi nella contea di Cornovaglia, dove si parla (anche se marginalmente) una lingua celtica, il cornico.

## Uso corrente del termine
La penisola è parte della regione amministrativa della South West England e della regione informale della West Country. Alcune organizzazioni usano il termine, tra cui il Met Office, l'associazione calcistica della South West Peninsula League e l'organizzazione medica South West Peninsula Postgraduate Medical Education